# Gmina Jönköping
Gmina Jönköping (szw. Jönköpings kommun) – gmina w Szwecji, w regionie Jönköping, siedzibą jej władz jest Jönköping.
Pod względem zaludnienia Jönköping jest 10. gminą w Szwecji. Zamieszkuje ją 119 927 osób, z czego 51,04% to kobiety (61 205) i 48,96% to mężczyźni (58 722). W gminie zameldowanych jest 4327 cudzoziemców. Na każdy kilometr kwadratowy przypada 80,76 mieszkańca. Pod względem wielkości gmina zajmuje 64. miejsce.